# Maria Teresa Horta
Pour les articles homonymes, voir Horta.
Maria Teresa de Mascarenhas Horta Barros, née le 20 mai 1937 à Lisbonne et morte le 4 février 2025 dans la même ville, est une écrivaine et poétesse portugaise.

## Biographie
Maria Teresa Horta obtient une 2e licence à la faculté des lettres de l'université de Lisbonne et elle travaille plus tard comme journaliste et participe au mouvement féministe portugais au côté de Maria Isabel Barreno et Maria Velho da Costa (appelées les trois Maries) et du groupe Poesia 61.
Elle a publié dans divers journaux comme Diário de Lisboa (pt), A Capital (en), República, O Século, Diário de Notícias ou Jornal de Letras e Artes (en), et elle a été rédactrice en chef du magazine Mulheres.

## Œuvres
- Espelho Inicial (1960) (poésie)
- Tatuagem (1961)
- Cidadelas Submersas (1961)
- Verão Coincidente (1962)
- Amor Habitado (1963)
- Candelabro (1964)
- Jardim de Inverno (1966)
- Cronista Não é Recado (1967)
- Minha Senhora de Mim (1967) (poésie)
- Ambas as Mãos sobre o Corpo (1970)
- Novas Cartas Portuguesas (1971) (New Portuguese Letters (en))
- Ana (1974)
- Poesia Completa I e II(1983)
- Os Anjos (1983)
- O Transfer (1984)
- Ema (1984)
- Minha Mãe, Meu Amor (1984)
- Rosa Sangrenta (1987)
- Antologia Política (1994)
- A Paixão Segundo Constança H. (1994)
- O Destino (1997)
- A Mãe na Literatura Portuguesa (1999)